# Südliches Hagener Königsmoor
Das Südliche Hagener Königsmoor ist ein Naturschutzgebiet in der niedersächsischen Gemeinde Hagen im Bremischen im Landkreis Cuxhaven.

## Allgemeines
Das Naturschutzgebiet mit dem Kennzeichen NSG LU 075 ist rund 85 Hektar groß. Es steht seit dem 1. März 1981 unter Naturschutz. Zuständige untere Naturschutzbehörde ist der Landkreis Cuxhaven.

## Beschreibung
Das Naturschutzgebiet liegt südwestlich von Hagen im Bremischen. Es stellt einen Rest des Hagener Königsmoores unter Schutz. In dem überwiegend entwässerten Gebiet stockt Moorwald. Insbesondere der zentrale Bereich des Gebietes ist durch Torfstiche und Entwässerungsgräben kaum verändert. Hier sind Reste des Hochmoores mit Scheidenwollgras, Besenheide und Glockenheide erhalten. In den Randlagen sind Pfeifengrasrasen und Torfstiche mit Torfmoosverlandungsgesellschaften zu finden. Im Norden und Südwesten des Naturschutzgebietes befinden sich größere, mit Wasser vollgelaufene Torfstiche. Das Gebiet entwässert über Gräben zur Drepte.
Das Naturschutzgebiet grenzt überwiegend an landwirtschaftliche Nutzflächen. Nach Nordosten grenzt es an weitere, teilweise wiedervernässten Moorflächen.